# Союз МС-13
Союз МС-13 (№ 746, ISS-59S) — российский транспортный пилотируемый космический корабль серии «Союз МС» семейства «Союз», запуск которого к Международной космической станции состоялся 20 июля 2019 года. На МКС были доставлены три участника экспедиции МКС-60/61. Запуск произведён с помощью ракеты-носителя «Союз-ФГ» с космодрома Байконур.

## Экипаж
| Космонавт          | Должность                                                        | № полёта        | Организация     |
| Основной экипаж    | Основной экипаж                                                  | Основной экипаж | Основной экипаж |
| ------------------ | ---------------------------------------------------------------- | --------------- | --------------- |
| Александр Скворцов | Командир ТПК «Союз МС», бортинженер МКС-60/61                    | 3               | Роскосмос       |
| Лука Пармитано     | Бортинженер-1 ТПК «Союз МС», бортинженер МКС-60, командир МКС-61 | 2               | ЕКА             |
| Эндрю Морган       | Бортинженер-2 ТПК «Союз МС», бортинженер МКС-60/61/62            | 1               | НАСА            |
| Дублёры            |                                                                  |                 |                 |
| Сергей Рыжиков     | Командир экипажа                                                 | 2               | Роскосмос       |
| Томас Маршбёрн     | Бортинженер-1                                                    | 3               | НАСА            |
| Соити Ногути       | Бортинженер-2                                                    | 3               | ДжАКСА          |
| Экипаж посадки     |                                                                  |                 |                 |
| Александр Скворцов | Командир ТПК «Союз МС», бортинженер МКС-60/61                    | 3               | Роскосмос       |
| Лука Пармитано     | Бортинженер-1 ТПК «Союз МС», бортинженер МКС-60, командир МКС-61 | 2               | ЕКА             |
| Кристина Кук       | Бортинженер-2, бортинженер МКС-59/60/61                          | 1               | НАСА            |

15 марта замглавы НАСА Билл Герстенмайер на пресс-конференции по итогам старта и стыковки корабля «Союз МС-12» с МКС заявил, что астронавты Эндрю Морган и Кристина Кук из предыдущего экипажа ТПК «Союз МС-12», проведут на станции дольше запланированного времени. Такая задержка астронавтов на МКС даст возможность провести непродолжительный полёт на МКС участнику космического полёта из Объединенных Арабских Эмиратов.
19 июля 2019 года Государственная комиссия по проведению лётных испытаний пилотируемых космических комплексов утвердила составы основного и дублирующего экипажей пилотируемого корабля «Союз МС-13». В состав основного экипажа вошли: космонавт Александр Скворцов (командир), астронавты Лука Пармитано (бортинженер-1) и Эндрю Морган (бортинженер-2). Дублирующий экипаж: космонавт Сергей Рыжиков, астронавты Томас Маршбёрн и Соити Ногути.

## Полёт
20 июля 2019 года в 19:28:21 мск ракета-носитель «Союз-ФГ» с пилотируемым кораблём «Союз МС-13» стартовала с площадки № 1 («Гагаринский старт») космодрома Байконур. На борту пилотируемого корабля: космонавт Александр Скворцов, астронавты Лука Пармитано и Эндрю Морган, позывной экипажа — «Утёсы». Сближение корабля «Союз МС-13» с космической станцией и причаливание к кормовому стыковочному узлу служебного модуля «Звезда» проходило в автоматическом режиме по четырёхвитковой схеме. Стыковка корабля с МКС состоялась 21 июля 2019 года в 01:48 мск.
Утром 26 августа была успешно проведена перестыковка ТПК «Союз МС-13». Корабль отчалил от стыковочного узла модуля «Звезда» и причалил к стыковочному узлу модуля «Поиск». Все операции проводились вручную космонавтом Александром Скворцовым, находившимся в это время на корабле «Союз МС-13». Вместе с ним на корабле присутствовали астронавты Эндрю Морган (НАСА) и Лука Пармитано (ЕКА). Во время операции перестыковки, на борту МКС оставался космонавт Алексей Овчинин, астронавты Тайлер Хейг и Кристина Кук.

## Нештатные ситуации
Пармитано несколько раз выходил в открытый космос, причем один раз в его скафандре скопилось десять миллилитров жидкости в месте подсоединения костюма водяного охлаждения к скафандру. Аналогичная ситуация произошла и с его напарником Морганом — небольшое количество жидкости обнаружили в правом ботинке.

## Возвращение на Землю
Расстыковка корабля и МКС произошла 6 февраля 2020 года в 8.50 мск, а в 11:18 мск двигательная установка корабля включилась на торможение. Посадка произошла в 12:12 мск в районе казахстанского города Жезказгана. На Землю вернулись россиянин Александр Скворцов, американка Кристина Кук и итальянец Лука Пармитано.